# Rüzgarlı, İkizdere
Rüzgarlı là một xã thuộc huyện İkizdere, tỉnh Rize, Thổ Nhĩ Kỳ. Dân số thời điểm năm 2010 là 113 người.